# Cecilia Månsdotter Eka
Cecilia Månsdotter Eka (Lillkyrka, 1476 – Stoccolma, 1523) è stata una nobildonna svedese.

## Biografia
Cecilia era la figlia di Magnus Karlsson Eka, e di sua moglie, Sigrid Eskilsdotter Banér. In seguito della morte del padre, sua madre si risposò e divenne la madre della famosa Christina Gyllenstierna.

## Matrimonio
Nel 1495 sposò Erik Johansson Vasa (1470-8 novembre 1520), figlio di Johan Kristiernsson Vasa. Ebbero otto figli:
- Gustav Eriksson (12 maggio 1496[1]-29 settembre 1560)
- Margareta Eriksdotter Vasa (1497-31 dicembre 1536)
- Johan Eriksson (nato e morto nel 1499)
- Magnus Eriksson (1501-1529)
- Anna Eriksdotter (1503-1545), monaca all'Abbazia di Vadstena
- Birgitta Eriksdotter (nato e morto nel 1505)
- Marta Eriksdotter (1507-1523)
- Emerentia Eriksdotter (1507-1523)

Nel 1520, la sorellastra di Cecilia, Christina, difese Stoccolma dall'invasione danese, ma fu costretta ad arrendersi. Cecilia divenne vedova quando suo marito fu giustiziato al bagno di sangue di Stoccolma nel 1520. Lei, così come la sua sorellastra, sua madre e le sue figlie, furono fatte prigioniere. Furono portate in Danimarca nel 1521 e imprigionate nella famigerata Blaatornet (Torre Blu) nel Castello di Copenaghen dove morì di peste nel 1523, insieme alle sue due figlie più giovani, Marta ed Emerentia.
A Cecilia fu promessa la libertà da Cristiano II, se avesse convinto suo figlio Gustavo a sottomettersi a lui. Lei fu d'accordo ed entrò in trattative con suo figlio e gli scrisse, ma non riuscì a convincerlo. Cecilia morì lo stesso anno in cui suo figlio Gustavo divenne re della neo indipendente Svezia, che aveva liberato dalla Danimarca.
Secondo la leggenda, fu infatti giustiziata dal re di Danimarca. Come un atto di vendetta dopo che suo figlio si proclamò re di Svezia, il re di Danimarca la costrinse a cucire un sacco. Dopo che lei ebbe finito, presumibilmente la fece mettere nel sacco e gettarla in mare, dove annegò. Non vi è alcuna conferma che questa leggenda sia vera, tuttavia, sebbene le donne siano state maltrattate nella prigione dall'aria fredda, dal duro trattamento e dalla fame. Il modo di esecuzione era lo stesso metodo con cui sua madre fu quasi giustiziata durante il bagno di sangue di Stoccolma. In realtà, si ritiene che sia morta a causa della peste insieme alle sue due figlie più piccole.
Sua madre, la sorellastra Christina e la figlia maggiore Margareta sono state infine rilasciate e sono tornate in Svezia.